# 大谷和利
大谷 和利（おおたに かずとし、1958年 - ）は、日本のテクノロジーライター。Gマーク・パートナーショップ「AssistOn」アドバイザー。

## 来歴
1958年、東京都生まれ。1980年代よりApple社製品をはじめとする最新のテクノロジーを紹介する記事や、本の執筆を多数こなす。自称「私設マック・エバンジェリスト」「路上写真家」。

## 著書
- 『マッキントッシュ・ガイドブック』毎日コミュニケーションズ、1987年11月
- 『日本語ページメーカー入門』ビー・エヌ・エヌ、1988年9月
- 『マッキントッシュの事典――Macの世界をもうちょっと深く広げる』日本実業出版社、1989年9月
- 『HyperCardビギナーズガイド――HyperCardを完璧にマスターするための徹底ガイド』ビジネス・アスキー、1989年12月
- 『QV‐10 FUN BOOK』アスキー、1995年10月
- 『マウスの球 Rainbow』アスキー、1996年9月
- 『デジタルカメラCLIP-IT攻略法』情報センター出版局、1996年12月
- 『Macintosh的デザイン考現学――アップルプロダクトと世界的デザインの潮流を探る』毎日コミュニケーションズ、2002年3月
- 『iPodをつくった男――スティーブ・ジョブズの現場介入型ビジネス』アスキー 、2008年1月
- 『Macintosh名機図鑑』エイ出版社、2008年3月
- 『iPhoneをつくった会社――ケータイ業界を揺るがすアップル社の企業文化』アスキー・メディアワークス、2008年8月
- 『43のキーワードで読み解く――ジョブズ流仕事術』アスキー・メディアワークス、2009年7月
- 『iPadがつくる未来――1台のタブレット端末から始まるビジネス&ライフスタイル革命 』アスキー・メディアワークス 、2011年4月
- 『スティーブ・ジョブズとアップルのDNA――Think different. なぜ彼らは成功したのか？』マイナビ、2011年12月
- 『アップルの未来――ポスト・ジョブズ時代に革新的な製品は現れるのか!?』アスキー・メディアワークス、2012年4月
- 『図解 アップル早わかり  』中経出版<1時間でわかる図解シリーズ>、KADOKAWA、2012年10月
- 『成功する会社はなぜ「写真」を大事にするのか――一枚の写真が企業の運命を決める』講談社、2012年12月
- 『「ルンバ」を作った男 - コリン・アングル「共創力」』小学館、2020年

### 共著
- 『CG studio 8801――イメージづくりが楽しめるコンピュータグラフィックス』日本ソフトバンク、1985年11月、宮入邦男との共著
- 『ハイパーカードアイディアブック』日本ソフトバンク、1988年11月、グリズリーとの共著
- 『Macintosh日本語ブック』ビー・エヌ・エヌ、1989年7月、鷲見正人との共著
- 『Macintoshグラフィックスガイド』アスキー、1990年8月、井上直幸との共著
- 『Tokyo MAC Night』ビー・エヌ・エヌ、1996年2月、柴田文彦との共著
- 『空飛ぶインターネット』ビー・エヌ・エヌ、1996年8月、柴田文彦との共著
- 『Newton SPIRITS――プライベートコンピューターの誕生』NTT出版、1997年9月、中川裕一との共著
- 『iMac Design――the birth of the new』アクシス、1999年2月、瀧口範子との共著
- 『Mac OS X パブリックベータガイドブック』エクシードプレス、2000年11月、西村勇亮・大津真との共著
- 『MacOS X導入パワフルガイドブック』ローカス 、2001年6月
- 『MacOS X v10.1 パワフルガイドブック』ローカス、2001年12月
- 『MacOS X v10.2パワフルガイドブック』ローカス、2002年11月
- 『MacOS X v10.3パワフルガイドブック』ローカス、2004年1月
- 『AppleⅡ 1976‐1986』毎日コミュニケーションズ、2004年12月、柴田文彦ほかとの共著
- 『Mac OS X v10.4 Tigerパワフルガイドブック』ローカス、2005年7月
- 『SuperCardプログラミングブック』毎日コミュニケーションズ、2003年5月、平井夏児・後藤啓次・柴田文彦との共著
- 『iPhoneカメラライフ』ビー・エヌ・エヌ新社、2010年2月、オブスキュアインクとの共著
- 『電子書籍制作ガイドブック――プロフェッショナルのための最新ノウハウのすべて』インプレス、2010年11月、境祐司ほかとの共著
- 『iBooks Author制作ハンドブック』インプレス、2012年6月、向井領治・大河原浩一・大久保成・高木利弘・田村恭久との共著
- 『iTunes Uと大学教育――Appleは教育をどのように変えるのか? 』ビー・エヌ・エヌ新社、2012年9月、アマルゴン 編
- 『文具王・高畑正幸とカラクリ大好き・大谷和利が見つけた3DプリンタCellPの楽しみ方』インプレスR&D、2014年5月、高畑正幸との共著
- 『ICTことば辞典』三省堂、2015年6月、三橋ゆか里・江口晋太朗との共著
- 『東京モノ作りスペース巡り――デジタルファブを活用して、先端モノ作りを楽しもう! 』ボーンデジタル、2015年9月、片山典子との共著
- 『インテル中興の祖　アンディ･グローブの世界』同文舘出版、2018年8月、加茂純との共著

### 翻訳書
- 『レーザーライター徹底活用ガイド』ジェームズ・キャビュオト著、ビー・エヌ・エヌ、1987年10月
- 『オブジェクト指向プログラミング〈上巻〉』Kurt J. Schmuker著、ソフトバンク、1989年12月
- 『オブジェクト指向プログラミング〈下巻〉』Kurt J. Schmuker著、ソフトバンク、1990年2月
- 『アップルデザイン――アップルインダストリアルデザイングループの軌跡』ポール・クンケル著、アクセスパブリッシング、1998年7月
- 『スティーブ・ジョブズの再臨――世界を求めた男の失脚、挫折、そして復活』アラン・デウッチマン著、毎日コミュニケーションズ 、2001年2月
- 『マッキントッシュ その赤裸々な真実！――Macintosh the Naked Truth』スコット・ケルビー著、毎日コミュニケーションズ、2003年4月

### 監修書
- 『スティーブ・ジョブズ――コンピュータとiPhoneで、世界を変えた天才起業家 』小学館<小学館版学習まんが人物館>、2013年10月、まんが：上川敦志、シナリオ：小口覺
- 『Spheroファンブック デジタルプラスブックス』インプレス、2014年9月、インプレス・デジタルプラス編集部 編
- 『Visual Shiftービジュアルシフト』宣伝会議、2015年2月、宣伝会議 編、協力：アマナ